# Maranhão (ur. 1990)
Maranhão, właśc. Francinilson Santos Meirelles (ur. 3 maja 1990 w São Luís) – brazylijski piłkarz występujący na pozycji skrzydłowego, od 2024 roku zawodnik Rio Branco (ES).

## Kariera klubowa
Maranhão pochodzi z miasta São Luís w stanie Maranhão (stąd przydomek piłkarza). Jest wychowankiem drużyny EC Bahia, do której seniorskiego zespołu został włączony jako dwudziestolatek przez szkoleniowca Rogério Lourenço. W barwach tej ekipy bez większych sukcesów występował w rozgrywkach ligi stanowej, Campeonato Baiano. W Campeonato Brasileiro Série A zadebiutował za to 22 maja 2011 w przegranym 1:2 spotkaniu z Américą. W swoim macierzystym klubie występował przez rok, niemal zawsze w roli rezerwowego. W styczniu 2012 za sumę 1,2 miliona dolarów zasilił meksykańską drużynę Cruz Azul z siedzibą w stołecznym mieście Meksyk. W tamtejszej Primera División zadebiutował 21 stycznia w zremisowanym 1:1 meczu z Pachucą i jeszcze w tym samym roku wystąpił w pierwszym międzynarodowym turnieju w karierze, Copa Libertadores, z którego odpadł w 1/8 finału.
| Sezon     | Klub      | Kraj     | Rozgrywki        | Mecze | Bramki |
| --------- | --------- | -------- | ---------------- | ----- | ------ |
| 2011      | EC Bahia  | Brazylia | Série A          | 16    | 0      |
| 2011/2012 | Cruz Azul | Meksyk   | Primera División | 15    | 0      |
| 2012/2013 | Cruz Azul | Meksyk   | Primera División |       |        |